# Barbats
Barbats és una masia de Casserres, situada a l'est del terme municipal, gairebé tocant amb el de Gironella, i que és inclosa a l'Inventari del Patrimoni Arquitectònic de Catalunya.

## Descripció
Masia de grans dimensions que ha crescut amb els anys, composta per diversos cossos, ja que a la masia cal afegir-hi dues masoveries i diversos coberts, pallers i granges. Constitueix un dels conjunts més antics de Casserres, documentada des de 1500. Es tracta d'una explotació agropecuària de gran extensió.
La masia principal està fonamentada directament damunt la roca natural i és de planta quadrangular. Consta de planta baixa i dos pisos, amb coberta a dues aigües de teula àrab i el carener perpendicular a la façana principal, orientada a migdia. El parament és de carreus irregular units amb molt de morter i grans carreus a les cantoneres. La façana principal ha sofert una ampliació, en el segle xix, amb l'afegiment d'una doble galeria amb arcades a la meitat esquerre, que no ha malmès la porta d'accés de punt rodó adovellat. El balcó corregut de la primera planta, també afegit posteriorment, si que ha tapat part del punt rodó. Totes les obertures antigues tenen les llindes, els brancals i els ampits de pedra treballada. A l'interior hi ha llindes de portes amb les dates gravades dels anys 1763, 1774. Al costat de l'entrada principal s'hi va obrir una nova entrada i al costat dret, gairebé tocant la cantonera hi van posar el dipòsit de l'antic trull d'oli amb una aixeta per l'aigua i al damunt mitja pedra de molí. La planta baixa té volta catalana. La distribució a l'interior és la clàssica d'aquestes masies, amb tres cossos: la part de baix eren les estances de producció i bestiar i una escala, en aquest cas a l'esquerra de l'entrada, que es va modificar l'any 1971, per accedir a la primera planta. A dalt, en el cos central, hi ha la sala de presentació, la qual dona accés a les altres estances. En aquesta sala de presentació es conserva part de l'antic rentamans. El paviment és hidràulic, propi de la renovació del segle xix i el sostre conserva l'embigat de fusta. Les bigues de la coberta són de formigó des del 1988. L'any 1971 també s'afegí una finestra geminada a la façana principal amb una columna portada d'una casa indeterminada de Casserres. Entre els afegits a la façana oest destaca un gran porxo amb arcades i una galeria en planta primera amb tres obertures i columnes mitgeres. Un segon porxo se situa davant de la masia, amb planta baixa i pis, construït amb pedra en planta baixa i maó en la planta pis, i coberta de teules àrabs a dues aigües i bigues de fusta.
A l'est de la masia apareixen tres coberts enganxats, adaptats al desnivell topogràfic existent. Al nord hi ha l'entrada al garatge agrícola fet amb maó, teula àrab i estructura de fusta; també un gran cobert agrícola de planta baixa i dos pisos amb parets de totxo, teula àrab i bigues de formigó. D'altra banda, a l'est de la masoveria 2 hi ha un paller i un porxo, fets amb bigues de fusta, teula àrab i parets de totxo.
Hi havia hagut fogaina, forn de pa, trull d'oli (ubicat a l'entrada de la casa, a mà esquerra, després d'haver pujat els primers esglaons que porten al pis de dalt, i al replà mateix a mà esquerra tornant a baixar, en una gruta excavada a la mateixa roca on està construïda la casa), premsa de vi, premsa amb les moles per al blat i tines. Actualment conserva una important col·lecció d'eines del camp. A l'exterior, en zones enjardinades, hi ha diverses pedres de premses de la casa.

## Història
La masia existia segurament al s. XV o almenys a principis del s. XVI. Existeix un pergamí de l'any 1500 que ja parla del Mas Barbats. El 1690 l'actual família la comprà ja edificada. Amb la documentació localitzada han pogut establir l'arbre genealògic des de 1690, quan s'hi va establir la família dels actuals propietaris. Francesc Serra de La Clusa i la seva mare Margarida de La Clusa, vídua de Joan Serra de La Clusa, compraren el mas al marquesat de Gironella. Abans els Barbats, nom de la casa que s'ha mantingut, l'havien venut al marquesat.
El cognom Serra s'ha perdut com a línia directa quan Ramona Serra Costa, mare de l'actual propietari (Lluís Pellicer Serra) va heretar el mas com a pubilla i es va casar amb l'hereu de Cal Pellicer de Puig-reig. Com que també era l'hereu del Mas Vilanova, hi van anar a viure fins que va morir l'àvia Ramona i llavors van instal·lar-se a Barbats.